# Almadies (rt)
Almadies (fra. La Pointe des Almadies) je rt koji je najzapadnija točka afričkog kontinenta. Smješten je na 14° 44′ 27,4″ sjeverne zemljopisne širine i 17° 31′ 48,4″ zapadne zemljopisne dužine. 
Dio je presque-islea Zelenog rta na čijem se sjevernom kraju nalazi i uz rt Manuel druga je referentna točka Zelenog rta. 
Ime rta dolazi od arapske riječi  almadia (El Mahdi). Obala je abrazijsko-zaljevska. 
Zaštićen je prirodnim stjenovitim zidom. Grebeni koji su tik uz morsku površinu poznati su kao Almadieski podmorski greben. Na rtu je svjetionik koji služi kao upozorenje brodovima na ovo opasno mjesto. Brojne olupine svjedoče o tragedijama iz prošlosti.
U povijesti su do njega došli Feničani još u 7. i 6. stoljeću prije Krista, a od Europljana prvi je doplovio portugalski pomorac Dinis Dias 1444., a po drugim podatcima 1445. godine.
Rt Almadies nalazi se unutar općine Ngora, koja je dio upravnog područja Grada Dakara. Blizu je Nacionalnog parka Madeleineini otoci, pored brežuljaka Deux Mamelles, od sela Ngora i gradića Yoffa. Od središta Dakara udaljen je trideset minuta vožnje automobilom. Do Almadiesa voze sredstva lokalnog prijevoza. Pet kilometara od rta nalazi se Međunarodna zračna luka Léopold Sédar Senghor. Glavno državno konferencijsko središte Hôtel Méridien Présidentiel nalazi se na Almadiesu.
Rt Almadies dao je ime arrondissementu Almadiesu.
Kod Almadiesa je oceanski front. Izravno kod njega sudaraju se Južna ekvatorska struja i Sjeverna ekvatorska struja. More kod polutničkog sjevernog krila bitno je toplije od mora s južnog kraja za dva do tri Celzijeva stupnja. Ova je razlika uzrok razlikama u razini klorofila u morskoj vodi. Posljedica je obilje riba na objema stranama poluotoka.
Rt Almadies odigrao je važnu ulogu u međunarodnom pravu. Ulogu je odigrao pri određivanju pomorske granice između Gvineje i Gvineje Bisau. Pravorijekom iz 1985. određeno je da su rt Schilling na Bananskim otocima u Sierra Leoneu i rt Almadies točke prema kojima se određuje granična crta.
Kod Almadiesa sniman je 1964. surferski film The Endless Summer. Rt je poznato svjetsko odredišta ljubitelja jahanja na valovima. Sezona počinje početkom suhog godišnjeg doba u studenome i završava u svibnju, kad dođe kišno godišnje doba.

## Vanjske poveznice
- (eng.) « Seawatching from Point des Almadies, Senegal, October 1994 » (article de Gary A. Allport, publié au préalable dans Bulletin of the African Bird Club, vol. 2, n° 1)
- (eng.) Fiche du phare de la Chaussée des Almadies  Arhivirana inačica izvorne stranice od 13. veljače 2006. (Wayback Machine)
- (eng.) Lighthouses of Senegal  Arhivirana inačica izvorne stranice od 5. lipnja 2010. (Wayback Machine)
- Američki topografski zemljovid iz 1941. u omjeru 1:200.000